# Ryosuke Yamanaka
Ryosuke Yamanaka (山中 亮輔, Yamanaka Ryosuke) est un footballeur international japonais né le 20 avril 1993. Il évolue au poste de défenseur gauche à Nagoya Grampus.

## Biographie
Avec l'équipe du Japon des moins de 19 ans, il participe au championnat d'Asie des moins de 19 ans en 2012. Le Japon atteint les quarts de finale de la compétition, en étant battu par l'Irak.
Il participe ensuite aux Jeux asiatiques de 2014. Il dispute par la suite le championnat d'Asie des moins de 23 ans en 2016. Le Japon remporte le tournoi en battant la Corée du Sud en finale.
Avec le club du Kashiwa Reysol, il participe à la Ligue des champions d'Asie. Le Kashiwa Reysol atteint les quarts de finale de cette compétition en 2015, en étant battu par l'équipe chinoise du Guangzhou Evergrande, futur vainqueur de l'épreuve.

## Palmarès
- Vainqueur du championnat d'Asie des moins de 23 ans en 2016 avec l'équipe du Japon
- Finaliste de la Supercoupe du Japon en 2013 avec le Kashiwa Reysol